# ليز وليامز
ليز وليامز (بالإنجليزية: Liz Williams)‏ هي كاتبة خيال علمي وكاتِبة بريطانية، ولدت في 1965.